# Classe Serna
La classe Serna, projet 11770, est une classe de navires de débarquement russe à effet de surface.

## Description

classe 11770 Serna

Une caractéristique de cette péniche de débarquement est que son déplacement est basé sur le principe d'une cavité d'air (en): une couche d'air artificielle avec une surpression est créée sous le fond du bateau. Celle-ci isole la majeure partie de la coque du contact avec l'eau, ce qui permet une réduction significative de la résistance hydrodynamique et fournit des vitesses élevées de plus de 30 nœuds.

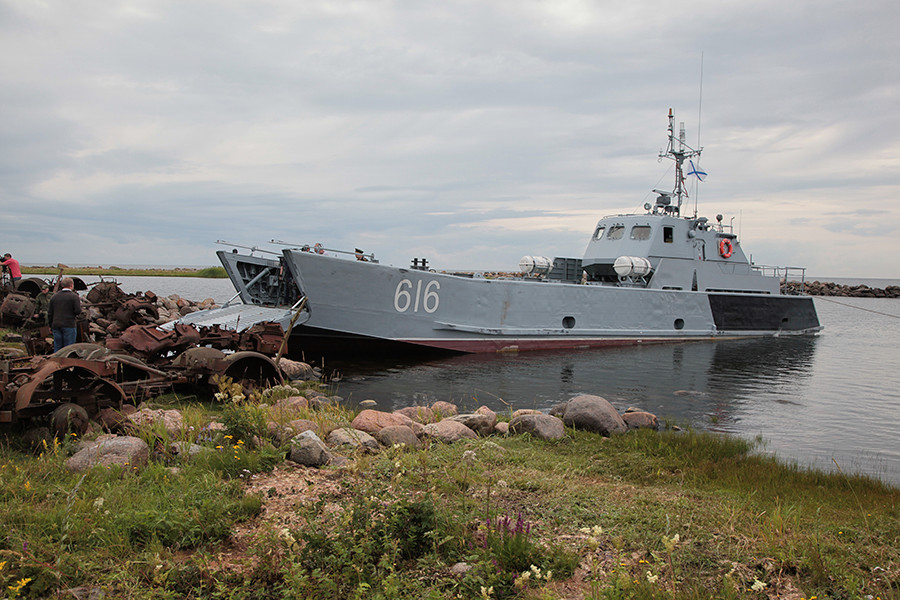
Barge de débarquement «Контр-адмирал Оленин» (Contre-amiral Olenin)

Une autre particularité de ces barges de débarquement est leur propulsion. Au lieu des hélices habituelles, les péniches de débarquement du projet 11770 sont équipées d'un nouveau type d'unité de propulsion à jet d'eau, dont les pales d'hélice sont adaptées pour fonctionner avec un flux d'air constant dans la section hydraulique de l'unité de propulsion. Cette hélice est appelée unité de propulsion à jet d'eau ventilé - VVD. Contrairement à un propulseur à jet d'eau traditionnel, le VVD ne possède pas d'aube directrice et de tuyère formant jet. Structurellement, le VVD se compose d'un conduit, sur la section de sortie duquel se trouve une roue à aubes entraînée par un arbre porte-hélice. La centrale électrique se compose de 2 moteurs diesel M503A Zvezda à 42 cylindres en forme d'étoile d'une puissance de 4000 ch (2942 kW) chacun avec une consommation de carburant de 165 g/ch, par heure et par moteur.
La coque du bateau est en aluminium et peut transporter du fret et de l'équipement à une vitesse de 30 nœuds dans des conditions de mer jusqu'à force 2 (légère brise). Sa capacité d'emport est alors de 50 tonnes, soit un char d'assaut, ou deux véhicules de combat d'infanterie, ou 92 soldats. Avec des vagues de mer jusqu'à force 3 (petite brise), le transport de fret est possible à une vitesse allant jusqu'à 27 nœuds vers des points côtiers situés à une distance allant jusqu'à 600 miles, mais la masse de fret ne doit pas dépasser 29 tonnes.
Une navigation sûre à plein déplacement est autorisée dans des conditions de mer jusqu'à force 5 (bonne brise). La vitesse ne dépassera pas 8 nœuds. 
L'autonomie des péniches de débarquement en ravitaillement et en eau est de 1 jour. La durée de vie du bateau est définie à 15 ans avec deux réparations intermédiaires tous les 5 ans.
Les bateaux n'ont pas d'armement

## Historique
En 2021, un site estimait à douze le nombre livrés à la Marine Russe depuis 1994, un ou deux autres en construction, et quatre exportés sous le nom de project 11771, 3 livrés aux Emirats arabes unis entre 1994 et 1995, un en Estonie en 1995, ce dernier devenant un navire civil en 1994.
Déploiement opérationnel
En 2021, six sont en service dans la flottille de la Caspienne, trois dans la flotte de la Baltique, deux dans la flotte de la mer Noire, un dans la flotte du Pacifique.
Pertes
Une unité russe transportant un système de défense antiaérien 9K330 Tor-M1 a été coulé par une attaque ukrainienne entre le
6 et le 7 mai 2022 sur l'île aux serpents, son capitaine est mort dans celle-ci. Kyïv déclarant que l'action est un tir depuis un drone TB-2 ayant eu lieu le 7 mai à 4 h 20.
Le 10 novembre 2023, 2 de ces navires ont été frappés en Crimée par des drones ukrainiens. Les navires transportaient un équipage et étaient chargés de véhicules blindés.

## Galerie d'images

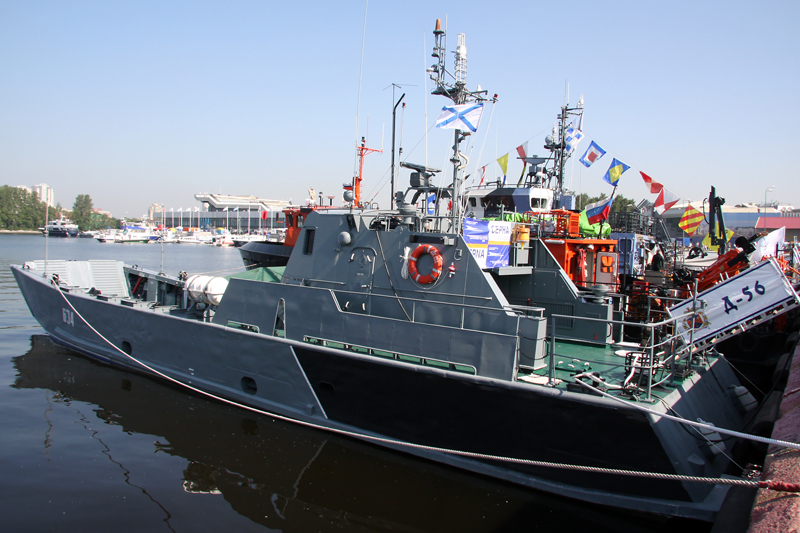
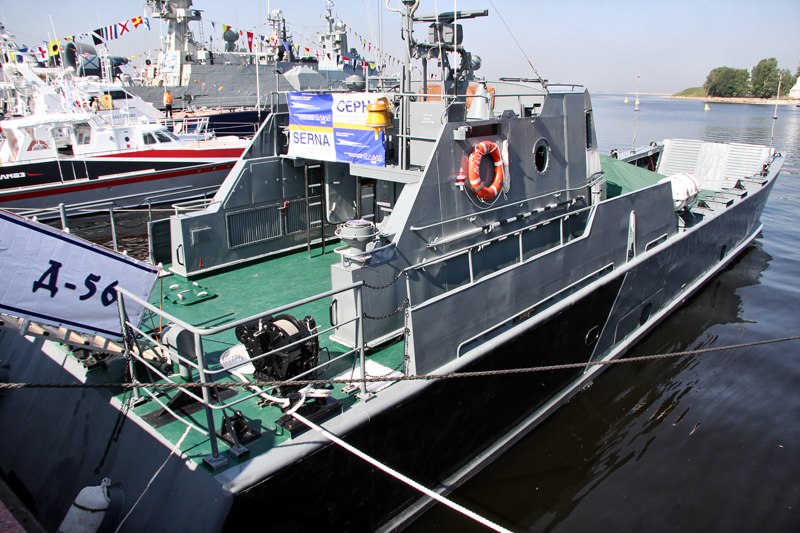
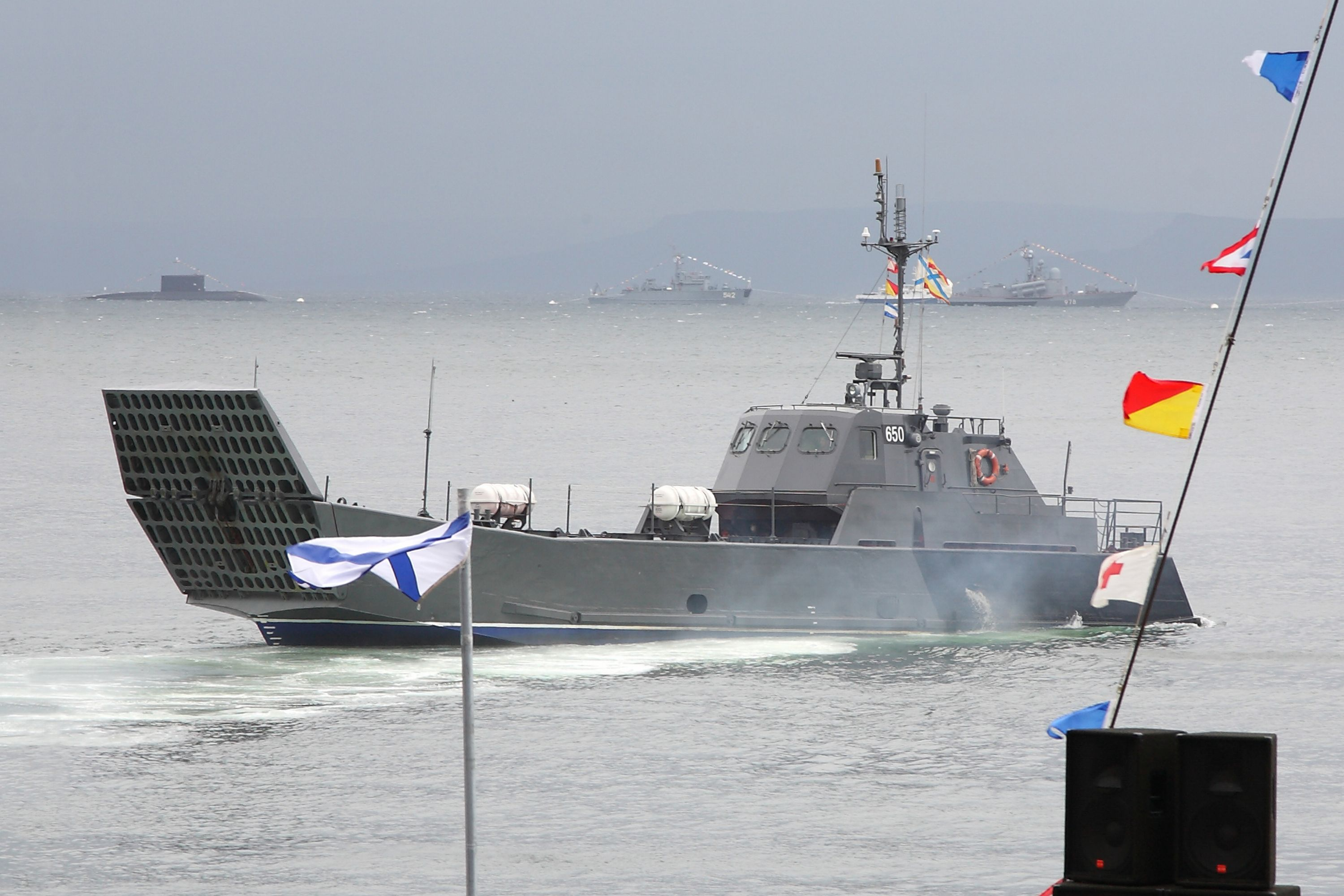
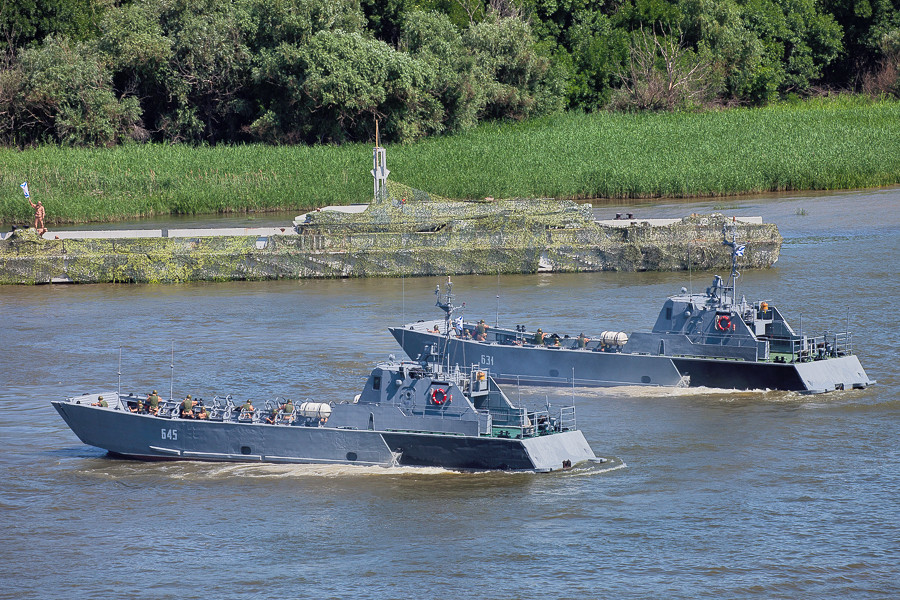